# Municipio de Eldorado (Sinaloa)
El municipio de Eldorado es uno de los veinte municipios del estado mexicano de Sinaloa. Fue establecido en marzo de 2021 y su ayuntamiento entró en vigor en noviembre de 2024. Su cabecera es la localidad de Eldorado.

## Historia
El municipio de Eldorado fue creado por la LXIII Legislatura del Congreso del Estado de Sinaloa el 5 de marzo de 2021, junto al municipio de Juan José Ríos. El municipio de Eldorado fue secesionado del municipio de Culiacán. Fue integrado por las sindicaturas de Eldorado, Leopoldo Sánchez Celis y Las arenitas. El ayuntamiento de Eldorado se estableció el 1 de noviembre de 2024, tras ser electo en las elecciones estatales de Sinaloa de 2024.

## Geografía
El municipio de Eldorado se ubica en la parte central del estado de Sinaloa. Limita al norte con el municipio de Culiacán, al sur con el Golfo de California, al este con el municipio de Elota y al oeste con el municipio de Navolato. Abarca 586.56 kilómetros cuadrados y está poblado por 46 628 habitantes. Su línea de costa mide 167 kilómetros.